# Cultura de Cherniajov

Götaland
Gotland
Cultura de Wielbark a principios del siglo III
Cultura de Cherniajov a principios del siglo IV
Imperio romano

La cultura de Cherniajov, cultura de Cherniajiv, o cultura de Sântana de Mureş,  es una cultura arqueológica que floreció entre los siglos II y V dC en una amplia zona de Europa del Este, específicamente en lo que hoy es Ucrania, Rumania, Moldavia y algunas partes de Bielorrusia. Es probablemente el resultado de una mezcla cultural multiétnica entre godos, sármatas, dacios y getas incluidos a los tracios y poblaciones eslavas de la zona.
La cultura de Cherniajov reemplazó territorialmente a la cultura de Zarúbintsy. En Ucrania, ambas culturas fueron descubiertas por el arqueólogo checo-ucraniano, Vikenti Jvoyka, quien realizó numerosas excavaciones en los alrededores de Kiev. Entre otros arqueólogos que trabajaron con él podemos encontrar a Karel Hadáček e Ivan Kovac. Con la invasión de los hunos, la cultura declinó y fue reemplazada por la cultura de Penkiv.
La cultura de Cherniajov es muy similar a la cultura de Wielbark más próxima al Mar Báltico.

## Ubicación
La cultura de Cherniajov abarca regiones de Ucrania, Moldavia y Rumania modernas. Lleva el nombre de las localidades de Sântana de Mureş (Distrito de Mureș, Transilvania, en Rumania) y Cherniajiv (raión de Obíjiv, óblast de Kiev, en Ucrania).